# 安内莉·安德伦
安内莉·安德伦（瑞典語：Anneli Andelén，1968年6月21日—），瑞典女子足球运动员，司职前锋。她曾代表瑞典国家队参加1991年和1995年国际足联女子世界杯，其中1991年世界杯获得季军。